# (650) Амаласунта
(650) Амаласунта (нем. Amalasuntha) — астероид главного пояса, который был открыт 4 октября 1907 года немецким астрономом Августом Копффом в Гейдельбергской обсерватории и назван в честь королевы остготов Амаласунты.

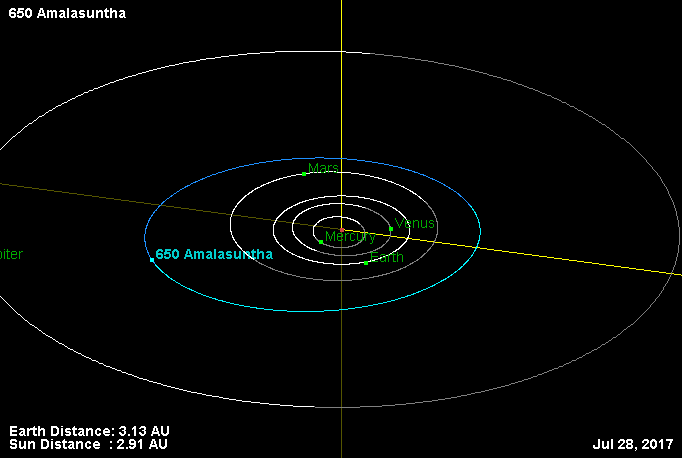
Орбита астероида Амаласунта и его положение в Солнечной системе

Фотометрические наблюдения, проведённые в 2007 году в обсерватории Organ Mesa, позволили получить кривые блеска этого тела, из которых следовало, что период вращения астероида вокруг своей оси равняется 16,582 ± 0,001  часам, с изменением блеска по мере вращения 0,44 ± 0,03 m.